# 김영환 (1963년)
김영환(金永煥, 1963년 ~ )은 대한민국의 구 운동권 인사다. 1986년 서울대학교에서 구국학생연맹을 결성하고 「강철서신」을 통해 김일성 주체사상을 80년대 학생운동권에 전파하여 주체사상파 형성에 핵심적 역할을 했다. 그러나 1991년 북한에 밀입국해 주석 김일성과 두 차례 면담한 이후 북측의 실상을 알게 됐다고 주장하면서 전향하여 탈북자 인권 운동가가 된다.

## 활동

### 구국학생연맹 활동
1986년 설립된 구국학생연맹은 대한민국 학생운동사에서 '최초의 비합법 주사파 조직'으로 평가받는다. 김영환은 1985년 말 필명 '강철'로 부제를 '한 노동 운동가가 청년 학생들에게 보내는 편지'라고 단 편지 형태로 된 글로 주체사상을 알기 쉽게 소개했다.

### 방북과 전향
1991년 조선민주주의인민공화국 측에서 제공한 반잠수정을 타고 조선민주주의인민공화국을 비밀리에 방문하였을 때 주체사상 학자들과의 토론회를 요구해 황장엽의 제자들인 당시 40代 학자들과 장시간에 걸쳐 토론했다. 김영환은 "주체사상에 대해 토론하는데 '수령이 문화대혁명과 같은 오류를 범하려고 하면 어떻게 하겠느냐'라는 질문을 반복했지만, 그 사람들은 전혀 엉뚱한 대답만 늘어놓고 답하지 못했다."라면서 "세상에서 주체사상을 연구할 자유가 없는 곳은 바로 북한이란 사실을 분명히 알 수 있었다."라고 주장했다. 또한 "조선민주주의인민공화국에서 김일성을 두번 만났는데 자신의 이름으로 발표된 주체사상도 제대로 모르고 있었다."면서 "오히려 그 사람이 주체사상에 대해 발표된 책을 한 번이라도 정독했는 지 의심스러웠다."라고 주장했다.
이후 김영환은 북한 인권 운동가로 변신하였다. 2012년에는 조·중 국경 근처에서 중화인민공화국 공안 당국이 김영환을 위시한 대한민국 국적의 사람 4명에게 국가안전위해죄를 적용해 단둥 시의 한 수감 시설에 구금했다.  여러 북한 인권단체는 '김영환의 체포는 중화인민공화국과 조선민주주의인민공화국 보위부의 합작품'이라고 주장했다. 6월 20일에 김영환과 구금된 4명의 가족 대표가 중화인민공화국의 주석 후진타오에게 석방 청원서를 보냈다. 구금된 지 114일 만에 풀려난 그는 7월 25일 기자회견을 열고 중화인민공화국 내 구치소에 구금됐을 당시 가혹 행위를 당했다고 주장했다.

### 김영환 이후의 주체사상파
김영환과 하태경을 위시한 일부 주체사상파는 주체사상의 허상을 느끼고 주체사상을 더는 따르지 않으나, 하영옥과 이석기는 민족민주혁명당 사건으로 복역 후 출소 후에도 계속 활동한다고 주장하는 사람이 있다.
통합진보당의 비례대표 국회의원으로 당선된 이석기는 당권파가 뿌리를 둔 소위 경기동부연합의 핵심이다. 이석기는 1990년대 후반 '김일성 주체사상'을 지도 이념으로 한 민혁당원이었다. 경기동부연합의 '돈줄'로 알려져 있는 이석기는 2005년 2월 정치 컨설팅, 홍보 기획 등을 업종으로 하는 'CNP전략그룹'을 만들었다. 2014년 2월 17일, 이석기는 1심에서 내란 선동·국가보안법 위반 혐의에 대한 유죄가 인정돼 징역 12년에 자격정지 10년을 선고받았으며, 2014년 8월 11일 항소심에서 내란음모 혐의는 무죄, 내란선동 혐의는 유죄로 징역 9년에 자격정지 7년을 선고받았다. 2015년 1월 22일 대법원은 항소심처럼 전 국회의원 이석기에 대해 내란음모 혐의는 무죄, 내란선동 혐의는 인정해 징역 9년을 확정했다.

## 저서
- 《김영환, 시대정신을 말하다》, 시대정신, 2012년 7월 16일
- 《포스트 김정일》, 시대정신, 2011년 12월 23일

## 같이 보기
| - 종북주의 - 주체사상파 - 민족민주혁명당 사건 - 교과서포럼 | - 이석기 - 이석기 사건 - 하태경 - 계간 시대정신 |